# Lardières
Pour l’article ayant un titre homophone, voir Lardière.
Lardières est une ancienne commune française du département de l'Oise en région Hauts-de-France. Elle est rattachée à la commune de Méru depuis 1964.

## Géographie
Traversé par la route D121, ce village est délimité à l'ouest par la ligne d'Épinay - Villetaneuse au Tréport - Mers.

## Histoire
Le 1er janvier 1964, la commune de Lardières est rattachée à celle de Méru sous le régime de la fusion simple.

## Démographie
| 1861 | 1866 | 1872 | 1876 | 1881 | 1886 | 1891 | 1896 | 1901 |
| ---- | ---- | ---- | ---- | ---- | ---- | ---- | ---- | ---- |
| 231  | 247  | 272  | 312  | 280  | 290  | 280  | 312  | 323  |

| 1906 | 1911 | 1921 | 1926 | 1931 | 1936 | 1946 | 1954 | 1962 |
| ---- | ---- | ---- | ---- | ---- | ---- | ---- | ---- | ---- |
| 357  | 378  | 308  | 340  | 289  | 226  | 192  | 268  | 254  |

## Lieux et monuments
- Église de la Vierge, constituée d’une nef unique, d’un chœur à chevet plat et d’un clocher bâti au début du XIIe siècle et couronné, sans doute au XVIe siècle d'un beffroi en  charpente et ardoises. Le chœur pourrait être d’origine romane et la nef semble dater du XVIIe siècle[3].